# Xã Elkhorn, Quận Divide, Bắc Dakota
Xã Elkhorn (tiếng Anh: Elkhorn Township) là một xã thuộc quận Divide, tiểu bang Bắc Dakota, Hoa Kỳ. Năm 2010, dân số của xã này là 26 người.